# Dicranomyia (Dicranomyia) trituberculata
Dicranomyia (Dicranomyia) trituberculata is een tweevleugelige uit de familie steltmuggen (Limoniidae). De soort komt voor in het Neotropisch gebied.